# Apalonia
Apalonia (лат.) — род жуков-стафилинид из подсемейства Aleocharinae. Часть видов мирмекофилы.

## Описание
Мелкие коротконадкрылые жуки, длина около 3 мм. Имаго отличаются от других Aleocharinae следующими признаками: 1) формула лапок 4-5-5; 2) широко разделенная мезококсальная полость с мезовентральным отростком значительно длиннее метавентрального отростка и мезококсального маргинального валика, неполного сзади; 3) голова с отчетливой шеей; 4) тело голое, кроме макросет и несколько незаметных и редких микросет; 5) макросеты очень крупные и длинные; 6) мандибулы с с хорошо развитыми зубчатыми дорсальными молярными зонами; 7) четырехчлениковые максиллярные щупики; 8) лациния с краевым расширением, таким образом, с отчетливым дистальным гребешком; 9) галеа с развитой дистальной лопастью; 10) трехчлениковые лабиальные щупики; 11) глоссы широкие и сросшиеся; 12) срединная доля с полным атетиновым мостиком и дифференцированной апикальной долей. Лабрум личинок слит с клипеусом.

## Систематика
Род был впервые описан в 1906 году американским энтомологом Томасом Кейси (Casey, T. L.; 1857–1925) для вида A. seticornis из Флориды. Род относят или к Athetini или к подтрибе Myrmedoniina в составе трибы Lomechusini.
- Apalonia alboterminalis
- Apalonia ancilla[4]
- Apalonia ancilloides[5]
- Apalonia antestricta[3]
- Apalonia apicalis[3]
- Apalonia approuagensis
- Apalonia archidonensis
- Apalonia asymmetrica
- Apalonia athetoides
- Apalonia bolivicula
- Apalonia bondensis[4]
- Apalonia bulbufuscata
- Apalonia catharinensis
- Apalonia cayennensis
- Apalonia cayennicola
- Apalonia chibcha
- Apalonia circumflexa[4]
- Apalonia clavicornis
- Apalonia complicata
- Apalonia comtensis
- Apalonia confinis[6]
- Apalonia confundibilis
- Apalonia courciboensis
- Apalonia curvata
- Apalonia debilis[7]
- Apalonia dimidiaticornis
- Apalonia ecuadorensis
- Apalonia falx
- Apalonia fuscofemoralis[4]
- Apalonia globulifera
- Apalonia gnypetoides
- Apalonia gracilis
- Apalonia guyanensis
- Apalonia guycurticornis
- Apalonia guyfemoralis
- Apalonia guyimpressicollis
- Apalonia guymaculiventris
- Apalonia guyplatyceps
- Apalonia guyrorida
- Apalonia guysimilis
- Apalonia hemisphaerica
- Apalonia huanucensis
- Apalonia impressicollis
- Apalonia inca[8]
- Apalonia incaica[9]
- Apalonia insolita
- Apalonia iquitensis
- Apalonia izzoi
- Apalonia laboriosa
- Apalonia latissima
- Apalonia machupicchuensis[9]
- Apalonia maculifrons[7]
- Apalonia major
- Apalonia manaensis
- Apalonia margaritae[5]
- Apalonia marginella[4]
- Apalonia marginifera[4]
- Apalonia materdei
- Apalonia microdotoides
- Apalonia mima
- Apalonia mimopaca
- Apalonia minor[5]
- Apalonia misionensis
- Apalonia myrmecobia[10]
- Apalonia myrmecophila[5]
- Apalonia nana
- Apalonia napoensis
- Apalonia nigrofalcifera
- Apalonia obscura
- Apalonia opaca
- Apalonia osellaorum
- Apalonia ovapockensis
- Apalonia pampeana
- Apalonia perconfundibilis
- Apalonia perdentata
- Apalonia pernambucoensis
- Apalonia peruviana
- Apalonia quillabambana
- Apalonia rougemonti
- Apalonia sanctipetri
- Apalonia saramakensis
- Apalonia satan
- Apalonia satanoides
- Apalonia seminigra
- Apalonia semiopaca
- Apalonia semiopacoides
- Apalonia semiscapa[11]
- Apalonia seticornis
- Apalonia setigera[6]
- Apalonia sigchosensis
- Apalonia singularitheca
- Apalonia stilifera
- Apalonia struyvei
- Apalonia subcayennensis
- Apalonia tahuantinsuyiensis[9]
- Apalonia terminalis
- Apalonia tuberculitheca
- Apalonia tupiorum
- Apalonia uniformis
- Apalonia vicina
- Apalonia westerduijni
- Apalonia zaparos